# Nahlaksia suphattra
Nahlaksia suphattra är en insektsart som beskrevs av Sigfrid Ingrisch 1998. Nahlaksia suphattra ingår i släktet Nahlaksia och familjen vårtbitare. Inga underarter finns listade i Catalogue of Life.